# Stella Márquez
María Stella Márquez Araneta (gọi tắt là Stella Araneta, tên khai sinh Stella Márquez Zawadski) sinh năm 1937 tại Tumaco, Colombia. Bà hiện là trưởng ban tổ chức cuộc thi Binibining Pilipinas đồng thời là một cựu nữ hoàng sắc đẹp.
Trong tay của bà đã tìm được 6 Hoa hậu Quốc tế, 4 Hoa hậu Hoàn vũ, 1 Hoa hậu Siêu quốc gia, 2 Hoa hậu Liên lục địa và 2 Hoa hậu Hoàn cầu.

## Các cuộc thi sắc đẹp
Stella Araneta sinh ra ở Tumaco, Colombia từ cha mẹ người Colombia gốc Tây Ban Nha và Ba Lan. Sau đó, cô di cư sang Hoa Kỳ vào năm 1954. Cô là anh chị cả của hai em gái. Vào thời điểm đó, cô là một học sinh trung học tại Marymount School of New York ở Manhattan. Stella trở về sống ở Colombia trong một trong những chuyến đi của cô ở tuổi thiếu niên, lúc đầu, cô không quen với văn hóa Colombia, nhưng theo thời gian nó trở nên gần gũi hơn với đất nước nơi anh sinh ra. 
Bà đăng quang Hoa hậu Colombia vào năm 1959 và đại diện nước này tại Hoa hậu Hoàn vũ 1960 tại Miami, Florida, Hoa Kỳ. Bà cuối cùng dừng lại tại top 15.
Sau đó, bà tham dự Hoa hậu Quốc tế 1960 được tổ chức tại Long Beach, California, Hoa Kỳ và trở thành Hoa hậu Quốc tế đầu tiên trong lịch sử. Điều thú vị là Stella chỉ hơn Á hậu 1 Iona Pento đến từ Ấn Độ của cuộc thi đúng nửa điểm.
Trong khi 3 hoa hậu đầu tiên của các cuộc thi Hoa hậu Thế giới, Hoa hậu Hoàn vũ, Hoa hậu Trái Đất đều đến từ khu vực Scandinavia thì duy nhất Stella - Hoa hậu Quốc tế đầu tiên là người Mỹ Latinh (thực chất đến từ châu Âu).

## Cuộc sống và sự nghiệp
Sau cuộc thi, bà kết hôn với doanh nhân người Philippines, Jorge Araneta (có nửa dòng máu Tây Ban Nha). Họ có với nhau 5 người con.
Từ năm 1964, bố chồng của bà đã chỉ định bà lên làm giám đốc quốc gia của cuộc thi Binibining Pilipinas (tạm dịch: Hoa hậu Philippines) và từ đây bà đưa Philippines vào một kỷ nguyên mới đánh dấu những bước tiến của quốc gia này trở thành một trong những cường quốc nhan sắc. Cuộc thi sắc đẹp danh giá bậc nhất nước này sẽ gửi thí sinh đến chinh chiến tại các cuộc thi sắc đẹp.
Năm 1970, bà chính thức trở thành công dân Philippines và thậm chí còn được lên đài danh vọng của thành phố Quezon cho những gì mà bà đóng góp.
Năm 2008, bà được mời làm giám khảo cuộc thi Hoa hậu Quốc tế 2008. Người chiến thắng là cô Alejandra Andreu đến từ Tây Ban Nha.
Từ năm 2011, bà mất đi bản quyền cuộc thi Hoa hậu Thế giới.
Cuối năm 2019, bà chuyển bản quyền cuộc thi Hoa hậu Hoàn vũ cho học trò của mình là Shamcey Supsup - Á hậu 3 Hoa hậu Hoàn vũ 2011 làm giám đốc quốc gia.
Năm 2020, bà chuyển bản quyền cuộc thi Hoa hậu Siêu quốc gia cho tổ chức cuộc thi Hoa hậu Thế giới Philippines. 
Năm 2022, bà đã bán bản quyền của Miss Grand Philippines.  
Hiện tại, trong tay bà chỉ còn bản quyền các cuộc thi Hoa hậu Quốc tế, Hoa hậu Liên lục địa, Hoa hậu Hoàn cầu và Hoa hậu Sắc đẹp Quốc tế